# Хасан ал-Хайдос
Хасан Халид Хасан Ал Хайдос (на арабски: حسن خالد حسن الهيدوس) е катарски футболист, който играе като нападател за катарския отбор Ал Садд и националния отбор на Катар.

## Кариера
Ал Хайдос започва да тренира футбол в Ал Садд на осемгодишна възраст, през различните възрасти до първия отбор на седемнадесет години.
Той е един от футболистите, които изпълняват дузпи срещу Чонбък Хюндай Моторс в Шампионската лига на АФК през 2011 г., отбелязвайки, след като топката се отклонява от горната греда. Победата гарантира, че Ал Садд ще спечели място на Световното клубно първенство на ФИФА като представител на Азия. В мача за третото място между Ал Садд и Кашива Рейсол, Ал Хайдос отново е избран да изпълни един от наказателните удари, след като мачът завършва 0:0. Изпълнението на дузпи е спечелено от Ал Садд с 5:3.
Избран за „Най-добър катарски играч“ през 2014 г. в анкета, проведена от Doha Stadium, като получава 58 от 104 гласа от група анализатори, треньори и администратори.

## Национален отбор
Ал Хайдос дебютира за олимпийския отбор на Катар през 2007 г., влизайки от резервната скамейка, за да вкара късен гол срещу Япония на летните олимпийски квалификации за 2008 г., за да помогне на отбора си да победи с 2:1. Участва в други два мача в турнира, един срещу Саудитска Арабия и един срещу Виетнам, където вкарва гол, и двата като резерва през второто полувреме. Изиграва голяма роля в летните олимпийски квалификации през 2012 г. като капитан, отбелязвайки гол срещу Индия в предварителната фаза. Взима участие във всички мачове в груповата фаза, отбелязвайки гол срещу Оман и вкарвайки срещу Саудитска Арабия, за да донесе на Катар победа с 2:1 и искрица надежда за класиране за Олимпийските игри. Печели наградата Играч на мача.
Ал Хайдос дебютира за националния отбор на Катар в квалификационен мач за Световното първенство по футбол през 2010 г. срещу Бахрейн на 10 септември 2008 г. Оттогава има 169 мача и 36 гола за националния отбор, което го прави футболистът с най-много мачове за Катар в историята и четвъртият най-резултатен голмайстор заедно с Мохамед Салем Ал Енази.

## Успехи

### Отборни
Ал Садд
- Катар Старс Лийг (4): 2006/07, 2012/13, 2018/19, 2020/21
- Купа на емира на Катар (4): 2007, 2014, 2015, 2017
- Купа на Катар (4): 2007, 2008, 2017, 2020
- Купа шейх Ясим (4): 2007, 2014, 2017, 2019
- Катари Старс Къп (1): 2010
- Шампионска лига на АФК (1): 2011

Катар
- Азиатска купа на АФК (1): 2019
- Купа на нациите от Персийския залив (1): 2014

### Индивидуални
- Футболна асоциация на Катар Най-обещаващ футболист (1): 2008[7]
- Футболист на годината на Футболна асоциация на Катар (1): 2015[8]
- Шампионска лига на АФК Идеален отбор на турнира: 2019[9]